# Io e Spotty
Io e Spotty è un film italiano del 2022 diretto da Cosimo Gomez.

## Trama
A Bologna Eva, una ragazza venticinquenne, afflitta dagli attacchi di panico non riesce più a sostenere nessun esame. Per non gravare su sua madre trova lavoro come dog sitter da Matteo, giovane animatore di cartoni animati. Il ragazzo le chiede di prendersi cura del suo cane Spotty ma quando Eva arriva si rende conto che sotto il pelo si nasconde proprio Matteo.

## Distribuzione
Il film è stato distribuito nelle sale cinematografiche italiane il 7 luglio 2022.